# リー・キット
リー・キット（李傑）は1978年香港生まれ。香港中文大学美術学部修士課程で学んだ後、台湾・台北を拠点にアジア、アメリカ、ヨーロッパの各地で滞在制作を行い、国内外の展覧会に数多く参加してきた。布やダンボールに描いた絵画、ライトやタオルハンガーのような既製品と絵画を組み合わせた作品、映像と絵画を並べた作品など、日常の一部と見紛う詩的でさりげない作品を通して、社会や政治状況への問題意識を示してきた。

## 略歴
- 1978年 香港生まれ
- 2001年 初個展「Painting Furniture」Yiliu Painting Factory（ホータン・香港）
- 2003年 Cheung’s Fine Arts Award（painting）, The Art of CUHK 2003
- 2006年 香港中文大学美術学部修士課程に入学
- 2008年 香港中文大学美術学部修士課程を卒業
- 2010年 個展「Well, thatʼs just a chill.」ShugoArts（東京）
- 2012年 Art Futures Award, Art HK
- 2013年 ヴェネチアビエンナーレ香港館参加
- 2015年 第12回シャルジャビエンナーレ（アラブ首長国連邦）に参加。個展「The Voice Behind Me」資生堂ギャラリー（東京）
- 2016年 個展「A small sound in your head」ヘント現代美術館（ベルギー）、個展「Hold your breath, dance slowly」ウォーカー・アート・センター（アメリカ）

2017年 個展「Not untitled」ShugoArts（東京）